# Elizabeth Thomson
Elizabeth Thomson (* 14. September 1847 in Glasgow; † März 1918 in Edinburgh) war eine schottisch-britische Suffragette.

## Leben
Thomson wurde als Tochter von Margaret Agnes Thomson und Robert Dundas Thomson, einem Arzt, geboren. Sie hatte eine Schwester, Agnes. Im Alter von 11 Jahren, im Jahr 1848, begann Thomson die unabhängige Tagesschule Queen’s College in London zu besuchen.
Im Jahr 1866 lebte Thomson kurzzeitig in Genf und kehrte zwei Jahre später nach London zurück, um in Richmond zu leben. 1881 zogen die beiden Thomson-Schwestern mit ihrer verwitweten Mutter nach Hartington Place in Edinburgh. Laut der Volkszählung von 1881 leben die drei Frauen von Zinseinkünften aus Geldvermögen.
In den 1890er und 1900er Jahren reiste Thomson zusammen mit ihrer Schwester um die Welt und arbeitete als Lehrerin und Missionarin, wobei sie 18 Jahre in Indien verbrachte. Im Jahr 1909 reisten beide Schwestern zurück ins Vereinigte Königreich und ließen sich in Edinburgh nieder.
Im Juni 1909, im Alter von 61 Jahren, war Thomson in der Edinburgher Synod Hall anwesend, als Emmeline Pankhurst, Frauenrechtlerin und Vorsitzende der Women’s Social and Political Union (WSPU), eine Rede hielt. Daraufhin traten beide Schwestern der WSPU bei, und zwar anlässlich einer Versammlung am Melville Place, bei der Adela Pankhurst eine Rede hielt.
Im Oktober 1909 fand in Edinburgh eine große Demonstration für das Frauenwahlrecht statt, die entlang der Princes Street marschierte. Im darauffolgenden Herbst, 1910, reiste Thomson nach London, um sich der WSPU in ihrem zunehmend militanteren Kampf für das Frauenwahlrecht anzuschließen. Am 18. November 1910 kam es auf den Straßen Londons zu den berüchtigten Zusammenstößen zwischen Wahlrechtsaktivistinnen und Polizisten, die als Schwarzer Freitag bekannt wurden. Thomson beschreibt diesen Tag in ihrer Autobiografie und merkt an, dass sie von einem Mann verletzt wurde, der ihr in den Rücken schlug, dass aber die beteiligten Frauen untereinander in dem Gedränge „so vorsichtig waren, sich nicht gegenseitig zu verletzen“. Trotz ihres Alters und der zunehmenden Gewalt setzte Thomson ihren Einsatz für die WSPU in London fort. Im Jahr 1911 wurde sie auf der Cannon Row Police Station inhaftiert, weil sie Steine auf Regierungsgebäude in der Gt Smith Street geworfen hatte. Im Jahr 1912 wurde sie wegen ihrer Teilnahme an einer Wahlrechtsdemonstration einen Monat lang im Holloway Prison inhaftiert.
In den Jahren 1912 und 1913 reiste Thomson durch Skandinavien und kehrte 1913 nach Edinburgh zurück.
Ihre WSPU-Bemühungen gingen weiter, und am 5. April 1913 fuhren die beiden Schwestern zusammen mit den Edinburgher WSPU-Mitgliedern Arabella Scott und Edith Hudson zur Pferderennbahn von Kelso und versuchten, eine Tribüne niederzubrennen. Die vier Frauen wurden zusammen mit Donald McEwan, der das Taxi von Edinburgh aus bestellt hatte, verhaftet und am 19. Mai 1913 vor den Jedburgh Sheriff Court gestellt. Die Geschworenen befanden die Anschuldigungen gegen Agnes Thomson (damals 67) für „nicht bewiesen“ und empfahlen für Thomson (damals 65) eine milde Strafe. Thomson wurde zu drei Monaten Haft verurteilt, während die Scott und Hidson zu je neun Monaten Haft verurteilt wurden. Sie wurden in das Calton Gaol gebracht, wo die Frauen sofort in einen Hungerstreik traten. Später wurde sie aufgrund ihres Hungerstreiks nach dem so genannten Cat and Mouse Act freigelassen. Am 31. Mai 1913 entzog sich Thomson der Wiederverhaftung durch die Flucht nach Deutschland. Aus den Edinburgher Gerichtsakten der National Records of Scotland geht hervor, dass die Polizei am 27. Mai 1913 auf behauptete: „of course know where they [Elizabeth Thomson and Arabella Scott] are living“, aber am 13. Juni 1913 zugab, dass die Polizei keine Informationen über den derzeitigen Aufenthaltsort von Elizabeth Thomson und Edith Hudson habe und ihre Suche nach ihnen fortsetze. Die Polizei fand Thomson nicht und sie verbrachte den Winter 1913 in San Sebastián bevor sie im Mai 1914 nach London zurückkehrte.
Thomson starb im März 1918 in Edinburgh im Alter von 70 Jahren.